# Сафроненко Галина Деонісіївна
Галина Деонісіївна Сафроненко (нар. 3 квітня 1912, Ростов-на-Дону — пом. 13 травня 1989, Херсон) — українська радянська лікарка, акушер-гінеколог і організаторка медицини, доктор медичних наук з 1973 року.

## Біографія
Народилася 3 квітня 1912 року в місті Ростовs-на-Дону Області Війська Донського (нині — Ростовської області, РФ). Росіянка. У 1935 році закінчила Ростовський медичний інститут. Працювала акушеркою-гінекологинею, потім завідувачкою акушерсько-гінекологічного відділення в Киргизькій РСР — єдиною гінекологинею на території утвореної в 1939 році Ошської області. У 1944 році з чоловіком переїхала в Херсон, де стала працювати завідувачкою гінекологічного і пологового відділень міської лікарні № 2.
У 1953—1984 роках — головний акушер-гінеколог Херсонського обласного відділу охорони здоров'я. На цій посаді внесла істотний внесок в розвиток системи охорони здоров'я області. Створила одну з найкращих регіональних акушерсько-гінекологічних служб на Україні, організувавши мережу спеціалізованих відділень, шкіл материнства, кабінетів підготовки до пологів і поставивши роботу на наукову основу.
У 1973 році в Москві захистила докторську дисертацію на тему «Досвід організації та розвитку акушерсько-гінекологічної служби на Херсонщині».
Померла 13 травня 1989 року. Похована на Камишанському цвинтарі.

## Наукова, педагогічна і громадська діяльність
Авторка понад 80 наукових робіт. Під її керівництвом 7 осіб стали кандидатами медичних наук (зокрема Зоя Сергіївна Клименко, Олександр Іванович Пуляєв, Людмила Максимівна Яковлєва, Катерина Іванівна Драган, Борис Володимирович Хабрат, Ольга Федорівна Давідкевіч) і понад 200 — лікарями вищої та першої категорії.
Неодноразово обиралася депутатом Херсонської обласної Ради народних депутатів. З 1946 року очолювала обласне акушерсько-гінекологічне товариство, керувала радою допомоги пологам.

## Відзнаки
- Заслужений лікар УРСР з 1964 року;
- «Відмінник охорони здоров'я» (1965)[1];
- Герой Соціалістичної Праці (Указ Президії Верховної Ради СРСР від 4 лютого 1969; за великі заслуги в галузі охорони здоров'я радянського народу).
- Нагороджена двома орденами Леніна (7 березня 1960; 4 лютого 1969), орденом Дружби народів (26 червня 1981), «Знак Пошани»[1], медалями, в тому числі «За трудову доблесть» (16 жовтня 1951).

## Вшанування пам'яті
10 квітня 2012 року в Херсоні на будівлі міської клінічної лікарні імені А. і О. Тропіних їй встановлено меморіальну дошку (скульптор — Володимир Тишкевич).